# منطقه تفریحی ملی آمیستاد
منطقه تفریحی ملی آمیستاد (به انگلیسی: Amistad National Recreation Area) منطقه‌ای مرزی در مجاورت مکزیک در ایالت تگزاس در ایالات متحده آمریکا است.
این پارک دریاچه آمیستاد و مناطق مجاور آن را در بر می‌گیرد.
پرندگان نایاب متنوعی و ۱۵ گونه خفاش در این پارک زندگی می‌کنند.

## نگارخانه

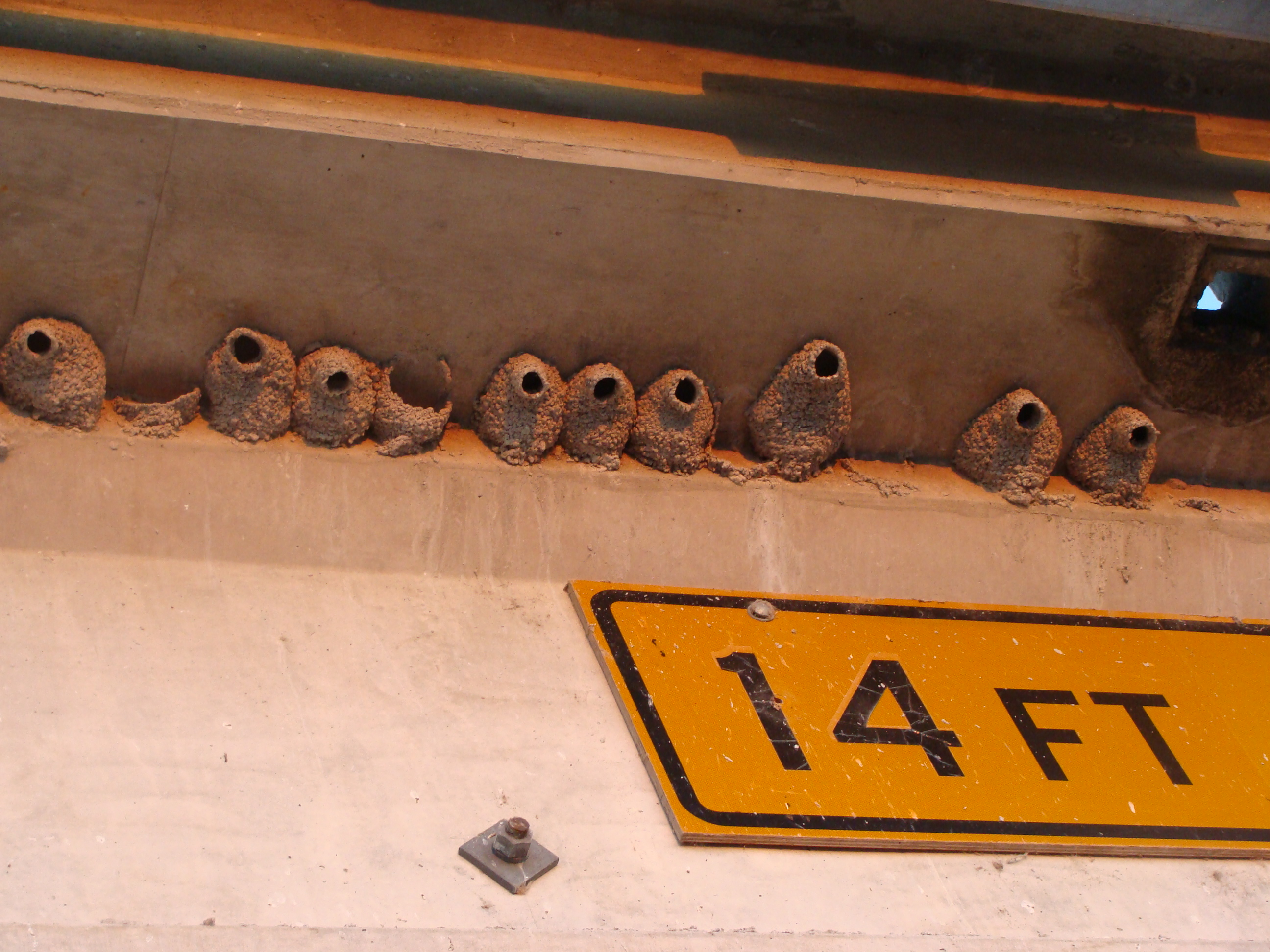
خانه‌سازی پرندگان
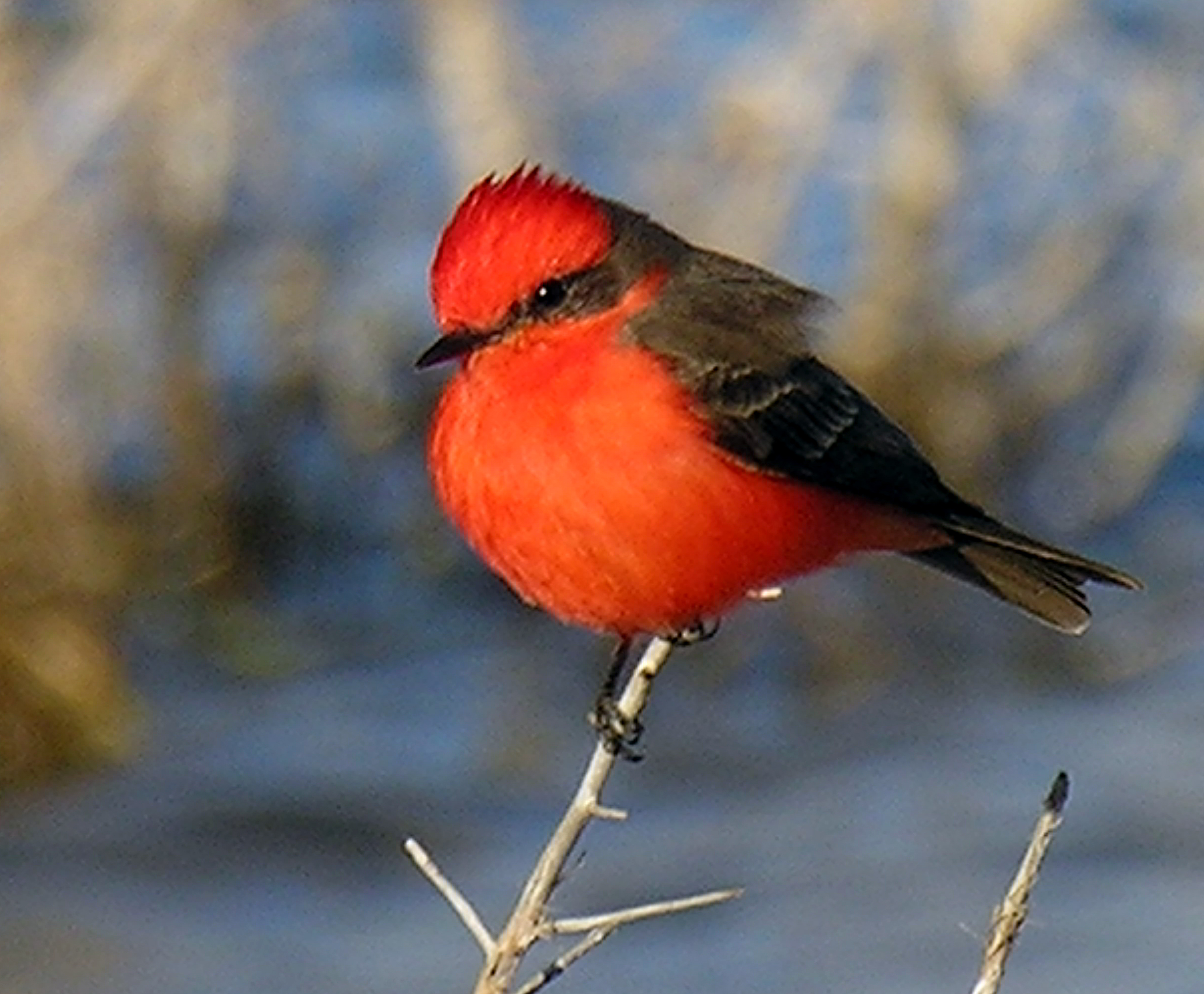
از انواع پرندگان این منطقه

## وب‌گاه‌های مربوطه
- وب‌گاه دیگر